# Krutscha
Krutscha ist ein belarussisches Dorf im Rajon Kruhlaje in der Region Mahiljouskaja Woblasz.

## Geschichte
Am 10. Oktober 1941 wurden die circa 150 in Krutscha lebenden jüdischen Kinder, Frauen und Männer von Wehrmachtsoldaten, Angehörigen der 3. Kompanie des I. Bataillons des Infanterieregiments 691, erschossen.